# Set (kaartspel)

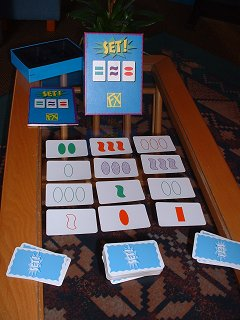
Set, zoals uitgegeven onder de merknaam FX

Set is een kaartspel, in 1974 ontworpen door Marsha Falco, en in 1991 door het door haar en haar man opgerichte Set Enterprises. Latere uitgevers zijn F.X. Schmid (1995), Ravensburger (na de overname van F.X. Schmid in 1996) onder de merknaam FX (1999) en onder eigen naam (2001), en 999 Games (2009).
Het spel bestaat uit 81 kaarten waarop symbolen afgebeeld staan, waarbij vier eigenschappen elke kaart uniek maken: de hoeveelheid symbolen en de kleur, vulling en vorm ervan. Het doel van het spel is om zo veel mogelijk sets van drie kaarten te verzamelen.

## Geschiedenis
Set werd ontwikkeld door Marsha Falco in 1974, terwijl ze genetisch onderzoek deed in Cambridge. Ze onderzocht of epilepsie bij Duitse herders erfelijk is. Om de genen en chromosomen in de cellen te bestuderen, maakte Falco kaarten met informatie voor elke hond. Omdat bepaalde blokken informatie op elke kaart identiek waren, tekende ze symbolen die blokken informatie vertegenwoordigden, in plaats van alle informatie uit te schrijven. Ze gebruikte symbolen met verschillende eigenschappen (zoals kleur, vulling en aantal) om verschillende combinaties van genen weer te geven. Tijdens het uitleggen van de combinaties aan de dierenartsen waarmee ze werkte, zag Falco dat de kaarten ook ter ontspanning konden dienen, en Set was geboren. Marsha speelde het spel jarenlang met familie en vrienden voordat ze Set Enterprises oprichtte en Set beschikbaar maakte voor het grote publiek.

## Spelmateriaal

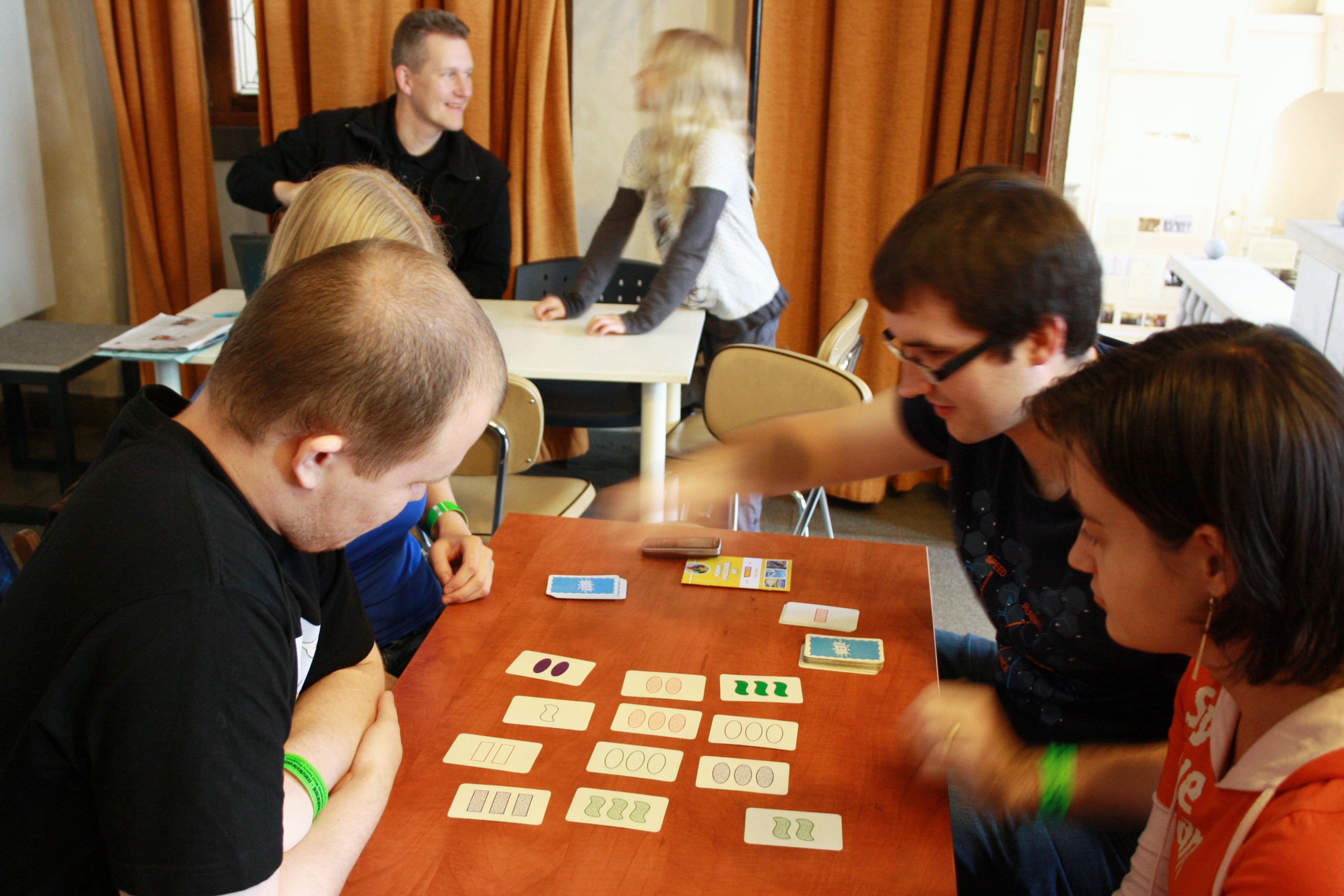
Set!

Het kaartspel bevat 81 unieke kaarten die onderling kunnen verschillen in vier eigenschappen:
- de hoeveelheid symbolen: 1, 2 of 3
- de kleur van de symbolen: rood, groen/turkoois of paars
- de vulling van de symbolen: vol, gestreept/halfvol of leeg
- de vorm van de symbolen: rechthoek, ovaal of golf (in de originele versie ruit, afgeronde rechthoek of golf)

Voor elke mogelijke combinatie van eigenschappen is er precies één kaart.

## Wat is een set?
Een set bestaat altijd uit drie kaarten. Drie kaarten vormen alleen een set, als voor elk van de vier eigenschappen afzonderlijk geldt dat de eigenschap ofwel op alle drie kaarten gelijk is, ofwel op elke kaart verschillend is. De drie kaarten van een set komen dus in 0, 1, 2 of 3 eigenschappen overeen, en bij twee willekeurige kaarten is er altijd precies één andere kaart waarmee samen een set gevormd kan worden.

#### Voorbeelden
Een voorbeeld van een set is:
- 1 rode gestreepte ovaal
- 2 rode gevulde ovalen
- 3 rode lege ovalen

De kleur en de vorm zijn op alle drie kaarten gelijk, het aantal en de vulling zijn op elke kaart verschillend.
Het volgende voorbeeld is géén set, want de eigenschap kleur is bij twee kaarten gelijk (groen) en bij één kaart verschillend (paars):
- 1 groene gestreepte ovaal
- 2 groene gestreepte golven
- 3 paarse gestreepte rechthoeken

## Spelverloop
De deler legt twaalf kaarten op tafel. Het is voor elke speler de bedoeling om als eerste een set tussen deze twaalf kaarten te vinden. Wie als eerste een set kan aanwijzen roept "SET!!" mag deze kaarten bij zich nemen. De deler vult de kaarten op de tafel aan tot er opnieuw twaalf kaarten liggen. Als er tussen de twaalf kaarten geen set te vinden is, legt de deler drie kaarten bij. Als er nu een set wordt gevonden, worden er geen kaarten bijgelegd omdat er nog twaalf kaarten op tafel te vinden zijn. Als iemand "SET!" roept  maar deze niet kan aanwijzen of een combinatie aanwijst die geen set is, mag die persoon niet meer meespelen totdat een andere speler een juiste set heeft gevonden of moet deze speler een set inleveren. 

## Einde van het spel
Het spel gaat door tot alle kaarten op zijn en er geen set meer op de tafel ligt. Alle spelers tellen hoeveel sets ze gevonden hebben. Degene met de meeste sets is de winnaar.

## Set voor 1 persoon
Het spel kan ook alleen worden gespeeld. Het is dan de bedoeling om zo snel mogelijk alle mogelijke sets te vinden. De tijd kan hierbij worden bijgehouden met een stopwatch of smartphone. Er kan dan een highscorelijst worden bijgehouden. Deze versie van set is ook als app verkrijgbaar in de verschillende app-stores, zodat het spel ook op mobiele telefoons of tablets gespeeld kan worden. Het voordeel hiervan is dat er geen kaarten op tafel hoeven te worden gelegd, waardoor men set kan spelen waar men wil. Ook geeft zo'n app bij het aantikken van drie kaarten meteen aan of het wel of geen set is. Hierdoor is dit zeer geschikt om mee te oefenen alvorens met echte kaarten te spelen.